# Troy, Quận Sauk, Wisconsin
Troy là một thị trấn thuộc quận Sauk, tiểu bang Wisconsin, Hoa Kỳ. Năm 2010, dân số của thị trấn này là 775 người.